# حزب التحرير الاشتراكي
حزب التحرير الاشتراكي (بالتركية: Toplumcu Kurtuluş Partisi)‏ هو حزب شيوعي ماركسي لينيني في تركيا.
تأسس الحزب باسم «حزب التحرير الاشتراكي» في 7 فبراير 2012 ثم غير الحزب اسمه إلى «الحزب الشيوعي التركي» في 15 فبراير 2012. لم تسمح المحكمة الدستورية بإعادة التسمية، لوجود حزب بنفس الاسم بالفعل، أي الحزب الشيوعي التركي. بعد ذلك، بدأ الحزب في استخدام اسم «حزب التحرير الاشتراكي» مرة أخرى وتغيير الاختصار.
حتى عام 2016، كان حزب التحرير الاشتراكي أحد المكونات في حركة يونيو الموحدة، وهي مبادرة ائتلافية سياسية تأسست بعد احتجاجات منتزه غيزي.

## روابط خارجية
- الموقع الرسمي